# Campinas
Pour les articles homonymes, voir Campinas (homonymie).
Campinas (IPA: kɐ̃ːˈpinɐs) est une commune brésilienne de l'État de São Paulo. Elle est située environ 90 km au nord de la ville de São Paulo. Sa population de 1 080 999 habitants au recensement de 2010 en fait l'une des quinze plus grandes villes du pays. La municipalité s'étend sur 796 km2. Campinas est formée de cinq régions (Centre, Nord, Est, Sud et Ouest) et de quatre districts plus éloignés du centre (Joaquim Egídio, Sousas, Barão Geraldo et Nova Aparecida). 
C'est la ville la plus importante d'une région métropolitaine formée de 19 communes qui concentre près de 2,8 millions d'habitants (6,78 % de la population de l'État). Proches de Campinas sont condensées les autres grandes régions métropolitaines de l'État de São Paulo : Jundiaí, São Paulo, Sorocaba, Santos et São José dos Campos, dont les populations additionnées à celle de Campinas dépassent 29 000 000 d'habitants, soit 80 % de la population de l'État.
Actuellement, la ville concentre environ un tiers de la production industrielle de l'État. On y trouve principalement des industries de haute technologie et du secteur métallurgique. C’est aussi un important centre économique - elle possède par exemple le plus long (on croit à tort qu'il s'agit du plus grand) centre commercial d’Amérique latine : le Shopping Parque Dom Pedro. Dans sa région métropolitaine, se trouve l'aéroport de Viracopos, aéroport brésilien majeur pour le transport de marchandises. Grâce à sa situation géographique sur un plateau, Campinas n'est pas une ville très polluée. La pollution provenant de ses usines et de sa grande circulation automobile affecte plus les communes voisines.
Les équipes de football les plus populaires sont le Guarani Futebol Clube et l'Associação Atlética Ponte Preta.

## Histoire
Campinas fut fondée par les Portugais dans la première moitié du XVIIIe siècle comme faubourg rural de la « Vila » de Jundiaí.
Elle est connue comme cité-phénix en raison de sa renaissance après la fièvre jaune, qui élimina un quart de sa population au XIXe siècle.
La première culture fut la canne à sucre, rapidement remplacée par celle du café. Ainsi, l'économie du café généra un nouveau cycle de développement de la ville. Durant cette période (seconde moitié du XVIIIe siècle), la population de Campinas était surtout composée de travailleurs, esclaves et libres, employés dans les plantations et les activités productives rurales et urbaines.
Avec la crise du café des années 1930, Campinas s'industrialisa et développa le secteur des services. La ville commença à recevoir des immigrants du monde entier (surtout d'Italie), attirés par le développement de nouvelles industries.
Entre les années 1970 et 1980, la population de la ville a pratiquement doublé, en raison d'une forte immigration.
Campinas est devenu un important nœud routier avec : 
- la Rodovia Anhanguera (1948) ;
- la Rodovia dos Bandeirantes (1978) ;
- la Rodovia Santos Dumont (années 1980) ;
- la Rodovia Dom Pedro I ;
- la Rodovia Jornalista Francisco Aguierre Proença ;
- la Rodovia General Milton Tavares de Souza, qui est un important accès à la REPLAN.

Le parc industriel moderne est le fruit de l'installation de pôles technologiques et d'institutions d'enseignements supérieurs renommées comme
- l'Université d'État de Campinas - UNICAMP et
- l'Université Pontifíciale Catholique - PUC.

Depuis 1998, la ville se vide de ses industries (avec le transfert des usines vers les municipalités voisines ou d'autres régions du pays — en partie à cause de la violence et des impôts élevés —, et le secteur tertiaire prend de l'ampleur (commerce, recherche, services de haute technologie et entreprises de logistique).

### Maires
| Période | Période  | Identité                        | Étiquette    | Qualité |
| ------- | -------- | ------------------------------- | ------------ | ------- |
| 1983    | 1988     | José Roberto Magalhães Teixeira | PMDB         |         |
| 1989    | 1992     | Jacó Bittar                     | PSB          |         |
| 1993    | 1996     | José Roberto Magalhães Teixeira | PSDB         |         |
| 1996    | 1996     | Edivaldo Orsi                   | PSDB         |         |
| 1997    | 2000     | Francisco Amaral                | PMDB         |         |
| 2001    | 2001     | Antônio da Costa Santos         | PT           |         |
| 2001    | 2004     | Izalene Tiene                   | PT           |         |
| 2005    | 2011     | Hélio de Oliveira Santos        | PDT          |         |
| 2011    | 2011     | Demétrio Vilagra                | PT           |         |
| 2011    | 2012     | Pedro Serafim Júnior            | PDT          |         |
| 2013    | 2017     | Jonas Donizette                 | PSB          |         |
| 2017    | 2020     | Jonas Donizette                 | PSB          |         |
| 2020    | En cours | Dário Saadi                     | Républicains |         |

## Démographie
| Évolution de la population (municipalité) | Évolution de la population (municipalité) | Évolution de la population (municipalité) | Évolution de la population (municipalité) |
| Année                                     | Population                                |                                           | %±                                        |
| ----------------------------------------- | ----------------------------------------- | ----------------------------------------- | ----------------------------------------- |
| 1920                                      | 115 602                                   |                                           |                                           |
| 1940                                      | 129 940                                   |                                           | 12,4%                                     |
| 1950                                      | 152 547                                   |                                           | 17,4%                                     |
| 1960                                      | 219 303                                   |                                           | 43,8%                                     |
| 1970                                      | 375 864                                   |                                           | 71,4%                                     |
| 1980                                      | 664 566                                   |                                           | 76,8%                                     |
| 1991                                      | 847 595                                   |                                           | 27,5%                                     |
| 2000                                      | 969 396                                   |                                           | 14,4%                                     |
| 2010                                      | 1 080 113                                 |                                           | 11,4%                                     |
| 2022                                      | 1 139 047                                 |                                           | 5,5%                                      |
| ,                                         |                                           |                                           |                                           |

## Environnement
Campinas abrite l'aire de grand intérêt écologique (Área de Relevante Interesse Ecológico) Santa Genebra de 251 ha, créée en 1985 et administrée par l'IBAMA, la mairie de Campinas et la Fondation José Pedro de Oliveira.

## Parc technologique
Campinas est connue nationalement comme étant un centre de production et de diffusion de connaissances technologiques de pointe.
Actuellement, il se consolide un axe de développement technico-scientifique spécialisé dans les techniques agricoles.
Bien que les liens entre Campinas et la technologie remontent à plus de 100 ans (l'Institut Agronomique de Campinas (IAC) fut fondé par Pierre II, en 1887), la ville a reçu un grand appui avec la structuration du campus de l'Unicamp, commencée en 1962. Ce fut après la construction de ce campus, que s’installèrent à Campinas des institutions comme le Centre de Recherche et de Développement en télécommunication (CPqD), le Centro de Pesquisas Renato Archer (CenPRA- ancien CTI).
Voici une liste avec les principales institutions d'enseignement et de recherche de la ville :

### Universités et facultés
- UNICAMP (Universidade Estadual de Campinas)
- PUCC (Pontifícia Universidade Católica de Campinas)
- UNIP (Universidade Paulista / Campinas)
- FACAMP (Faculdades de Campinas)
- METROCAMP (Faculdade Integrada Metropolitana de Campinas)
- IPEP (Faculdades IPEP Integradas)
- UNISAL (Centro Universitário Salesiano)
- USF (Universidade São Francisco / Campinas)
- ESAMC (Escola Superior de Administração, Marketing e Comunicação / Campinas)

### Institutions de recherche
- EMBRAPA (Empresa Brasileira de Pesquisa Agropecuária)
- CPqD (Centro de Pesquisa e Desenvolvimento em Telecomunicações)
- IAC (Instituto Agronômico de Campinas)
- CenPRA (Centro de Pesquisas Renato Archer - antigo CTI)
- Laboratório Nacional de Luz Síncroton

### Collèges techniques
- ETE Bento Quirino (Escola Técnica Estadual Bento Quirino)
- ETECAP (Escola Técnica Estadual Conselheiro Antonio Prado)
- COTUCA (Colégio Técnico de Campinas – Unicamp)

## Culture
La ville a toujours eu une position privilégiée dans l'État de São Paulo en ce qui concerne la culture avec une grande activité dans ce domaine.
Il y a trois théâtres municipaux, un orchestre symphonique (qui est considéré comme étant un des trois meilleurs du pays à côté de l'OSESP et de l'Orquestra Sinfônica Brasileira (pt) (OSB), quelques groupes de musique érudite, des chœurs et chorales, 43 salles de cinéma, des dizaines de bibliothèques dont une publique, des galeries d'art, des musées etc. La vie culturelle est variée et intense spécialement dans la musique populaire.
Dans les dernières années du XIXe siècle, avant la dévastation due à la fièvre jaune, la population de Campinas rivalisait avec celle de São Paulo et recherchait un style de vie européen. On pouvait entendre des expressions comme « Campinas über alles ». Un romancier local, Eustáquio Gomes, exploita cette particularité dans son roman A Febre Amorosa.

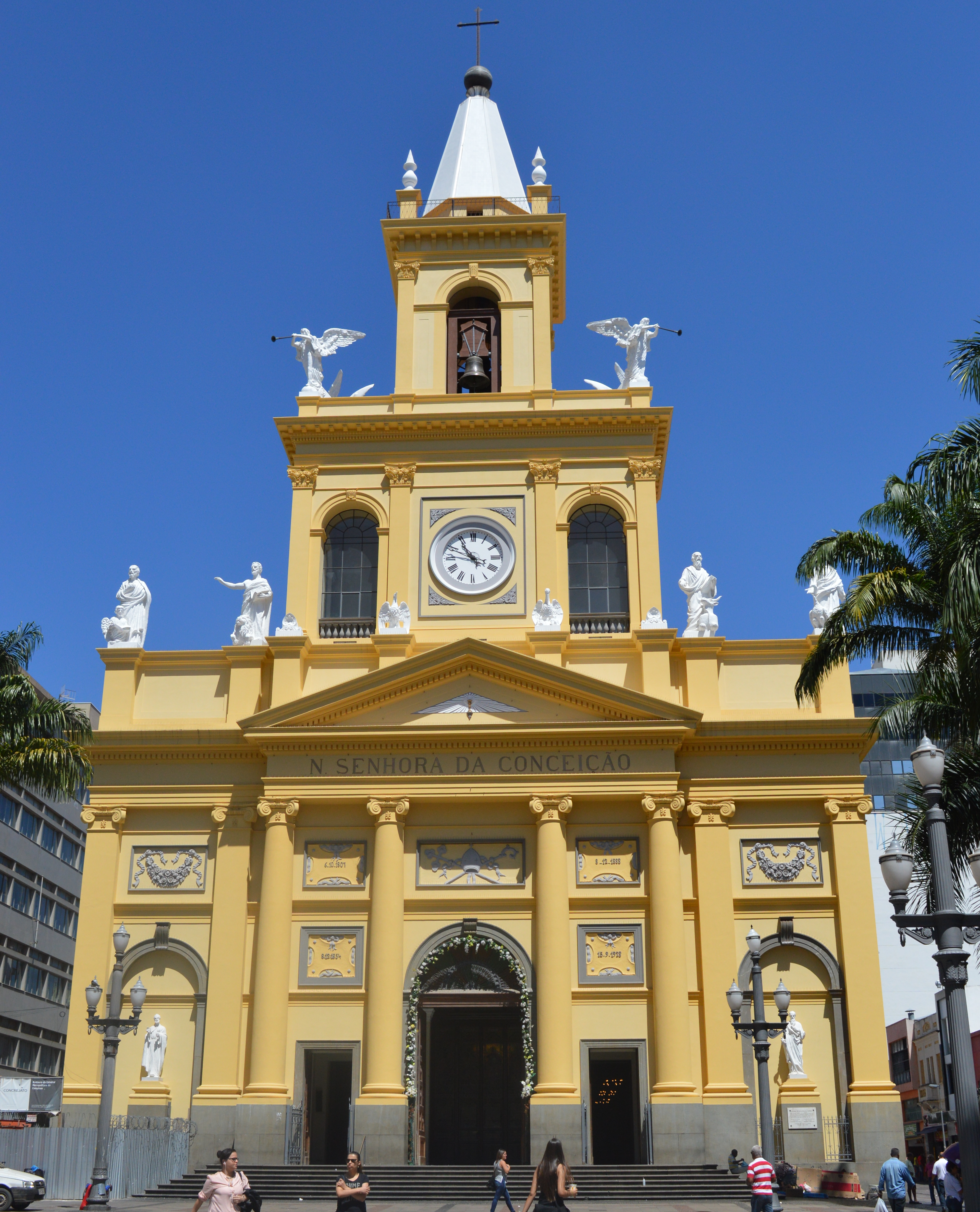
L'église-cathédrale de la ville, église de Notre-Dame de la Conception, construite par des esclaves noirs au XIXe siècle et entièrement en palissandre.

C’est la terre natale de Antônio Carlos Gomes, fameux compositeur d'opéras en Italie au XIXe siècle et auteur de Il Guarany, Fosca et O Escravo.

### Principaux théâtres
- Centro de Convivência
- Castro Mendes
- Teatro de Arena do Centro de Convivência

## Sports
Les principaux clubs de football de Campinas sont : Guarani, Ponte Preta et Campinas.

### Stades
- Brinco de Ouro da Princesa (Guarani)
- Moisés Lucarelli (Ponte Preta)
- Cerecamp (Campinas)

## Campinas en chiffres

### État civil (2003)
- Nés vivants : 16 480
- Mariages : 5 569
- Décès : 7 543
- Décès d’âgés de moins d'un an : 168
- Séparations judiciaires : 1 184
- Divorces : 872

### Santé publique (2002)
- Établissements pour soins de santé : 243
- Médecins en fonction : 4 969
- Dentistes en fonction : 279
- Infirmiers et assimilés : 7 069
- Lits d'hôpitaux : 2 921
- Appareils d'exploration du corps humain et d'analyses cliniques : 4 438

### Enseignement
- Enseignement pré-primaire (2 004)
  - Inscriptions : 30 581
  - Établissements : 285
  - Enseignants : 1 428

- Enseignement primaire (2 004)
  - Inscriptions : 143 049
  - Établissements : 252
  - Enseignants : 6 934

- Enseignement moyen (2 004)
  - Inscriptions : 45 220
  - Établissements : 120
  - Enseignants : 3 010

- Enseignement universitaire (2003)
  - Inscriptions : 52652
  - Établissements : 9
  - Enseignants : 3588

Voir : L'enseignement au Brésil

### Résultats économiques (2002)
- Valeur ajoutée dans l’agriculture et l'élevage : 49 milliards
- Valeur ajoutée dans l’industrie : 3 413 milliards
- Valeur ajoutée dans les services : 6 149 milliards
- Impôts : 2 361 milliards
- PIB : 10 820 milliards

### Secteur financier (2004)
- Agences bancaires : 185
- Dépôts à vue du gouvernement : 1,6 milliard de R$
- Dépôt à vue des particuliers : 116,3 milliards de R$
- Épargne : 360,6 milliard de R$

### Emploi (2003)
(personnes occupées en 2003)
- Agriculture, élevage, culture forestière : 1 098
- Pêche (halieutique) : 19
- Industries : 50 575
- Production et distribution d’électricité, distribution de gaz et distribution d'eau potable : 4 946
- Construction civile : 10 829
- Commerce, réparations de véhicules, objets personnels et objets domestiques : 90 280
- Hôtelerie et alimentation : 19 709
- Transport et communications : 27 870
- Secteur bancaire et financier: 8666
- Secteur immobilier et services aux entreprises : 38 740
- Administration publique, défense et sécurité sociale : 17 380
- Éducation: 24 801
- Santé et services sociaux : 14 016
- Autres services collectifs, sociaux et personnel : 13 979

### Véhicules immatriculés dans la commune (2004)
- Automobiles : 341 006
- Camions : 12 374
- Camionnettes : 13 709
- Camions tracteurs: 1 341
- Micro-autobus : 2 261
- Autobus : 3 097
- Tracteurs : 80

### Agriculture et élevage
Bien que la vocation de Campinas soit industrielle, voici sa production agricole de l'année 2003

#### Récoltes (2003)
- Avocat : 1 139 t.
- Banane : 160 t.
- Café (en drupe) : 791 t.
- Kaki : 681 t.
- Orange : 1 888 t.
- Citron : 2 448 t
- Mangue : 803 t.
- Fruit de la Passion : 93 t.
- Raisin : 4 431 t.

#### Cultures (2003)

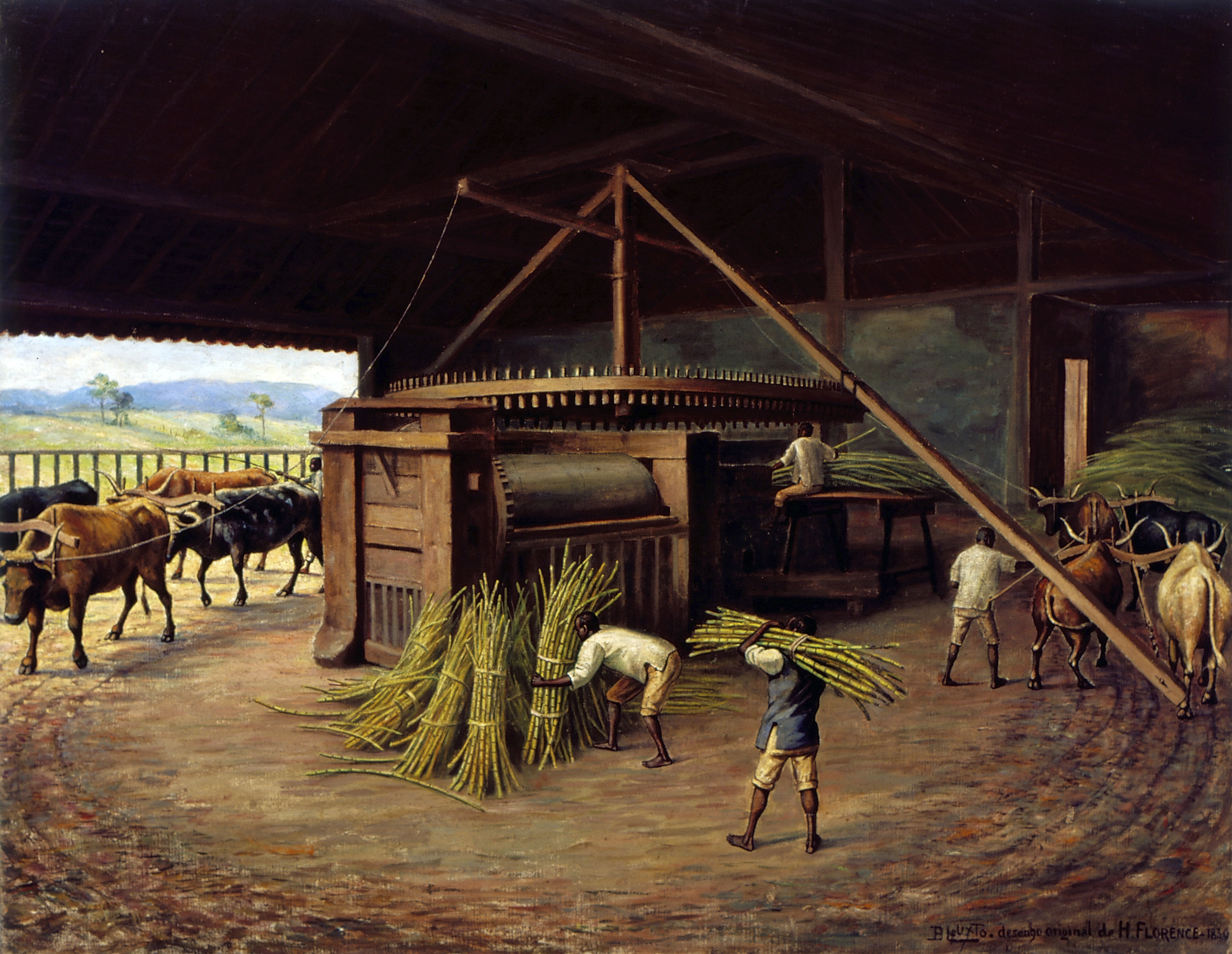
Broyage des cannes à sucre à la ferme Cacheira de Campinas, peinture de Benedito Calixto (1830).

- Pommes de terre : 1712 t.
- Canne à sucre : 1 570 500 t.
- Haricots (feijão) : 272 t.
- Manioc : 1757 T.
- Maïs : 6 256 t.
- Soja : 540 t.
- Sorgho : 150 t.
- Tomates 3 144 t.

#### Production fermière (2003)
- Œufs de poule : 50 458 douzaines
- Miel d’abeilles : 8 830 kg

#### Élevage (2003)
- Bovidés : 24 888 têtes
- Porcins : 6 630 têtes
- Équidés : 1 556 têtes
- Gallinacés : 467 364 têtes

## Transport
Campinas possède un aéroport international (code AITA : VCP).
Le projet d'une LGV Rio de Janeiro à São Paulo et Campinas, annoncé en 2007, est toujours à l'état de projet en 2016.

## Personnalités liées

### Personnalités nées à Campinas
- Amaral (1954-2024), footballeur ;
- Paulo André (né en 1983), footballeur ;
- Ataliba (né en 1979), footballeur ;
- Luciano do Valle (1947-2014), commentateit sportif, présentateur de télévision, journaliste et entrepreneur ;
- Nelsinho Baptista (né en 1950), footballeur ;
- Moacir Barbosa Nascimento (1921-2000), footballeur ;
- Brandãozinho (1925-2000), footballeur ;
- Tiago Bueno (né en 1983), athlète ;
- Manuel de Campos Sales (1841-1913), homme d'État, président du Brésil de 1898 à 1902 ;
- Oliveira Capone (né en 1972), footballeur ;
- Carlos Augusto (né en 1999), footballeur ;
- Olavo de Carvalho (né en 1947), philosophe, écrivain et essayiste ;
- Antônio de Castro Mayer (1904-1991), évêque catholique ;
- Gabriel (né en 1992), footballeur ;
- Marcelo Damiao (né en 1975), basketteur ;
- Fábio da Silva (né en 1983), athlète ;
- Daniel Dias (né en 1988), nageur ;
- Pablo Diogo (né en 1992), footballeur ;
- Dodô (né en 1992), footballeur ;
- Leonardo Domenech de Almeida (né en 1992), footballeur ;
- Guilherme do Prado (né en 1981), footballeur ;
- Ana Júlia Dorigon (née en 1994), actrice ;
- Gabriela Duarte (née en 1974), actrice ;
- Edu (né en 1949), footballeur ;
- Emerson (né en 1973), footballeur ;
- Luís Fabiano (né en 1980), footballeur ;
- Fabinho (né en 1993), footballeur ;
- Conceição Geremias (née en 1956), athlète ;
- Gilberto (né en 1993), footballeur ;
- Caio Godoy (né en 1995), cycliste ;
- Antônio Carlos Gomes (1836-1896), compositeur ;
- Rikarudo Higa (né en 1973), footballeur ;
- Paulo R. Holvorcem (né en 1967), astronome ;
- Jefferson (né en 1994), footballeur ;
- João Leonardo (né en 1985), footballeur ;
- João Paulo (né en 1964), footballeur ;
- Ruth Kedar (née en 1955), designer ;
- Maurício (née en 1968), joueur de volley-ball brésilien, double champion olympique
- Léo (né en 1980), footballeur ;
- José Fiolo (née en 1950), nageur brésilien, détenteur du recorde du monde ;
- Marcinho (né en 1981), footballeur ;
- Arthur Mariano (né en 1993), gymnaste ;
- Matheus (né en 1989), footballeur ;
- Felipe Meligeni Alves (né en 1998), joueur de tennis ;
- Ricardo Mello (né en 1980), joueur de tennis ;
- Fabiana Murer (née en 1981), perchiste ;
- Henrique Nartins (née en 1991), nageur brésilien ;
- Alexandre Negrão (né en 1985), pilote automobile ;
- Paulinho Nogueira (1929-2003), auteur-compositeur-interprète ;
- Crodowaldo Pavan (1919-2009), biologiste et généticien ;
- Lucas Pereira (1982-2021), footballeur ;
- Lucas Perri (1997-), footballeur ;
- Renato Righetto (1921-2001), arbitre de basket-ball ;
- Ricardo Jésus (né en 1985), footballeur ;
- Roger (né en 1985), footballeur ;
- Rogério (né en 1976), footballeur ;
- Luiz Alberto de Araújo (né en 1987), athlète brésilien ;
- Igor Rossi (né en 1989), footballeur ;
- Sonia Rubinsky (née en 1957), pianiste ;
- Renato Marcos Endrizzi Sabbatini (né en 1947), spécialiste de biomédecine et d'informatique ;
- Sandy (née en 1983), chanteuse ;
- Gustavo Scarpa (né en 1994), footballeur ;
- Anna Stella Schic (1922-2009), pianiste ;
- Wesley Sena (né en 1996), basketteur ;
- Paulo Silas (né en 1965), footballeur ;
- Danilo Silva (né en 1986), footballeur ;
- Marcel de Souza (né en 1956), basketteur ;
- Maury de Souza (né en 1962), basketteur ;
- Toninho (né en 1965), footballeur ;
- Nicolina Vaz de Assis (1874-1941), sculptrice brésilienne.
- Olavo de Carvalho (1947-2022), philosophe ;

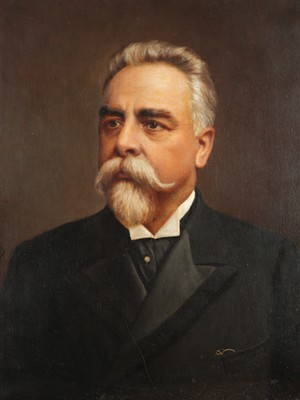
Manuel de Campos Sales, quatrième président du Brésil.
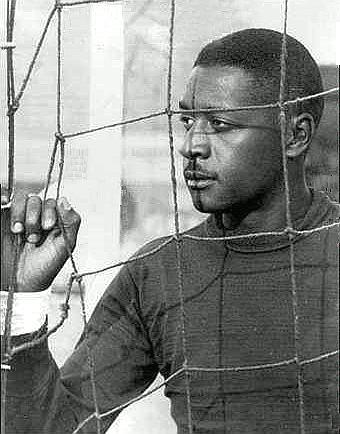
Moacir Barbosa Nascimento, considéré comme l'un des meilleurs gardiens de but de son temps.
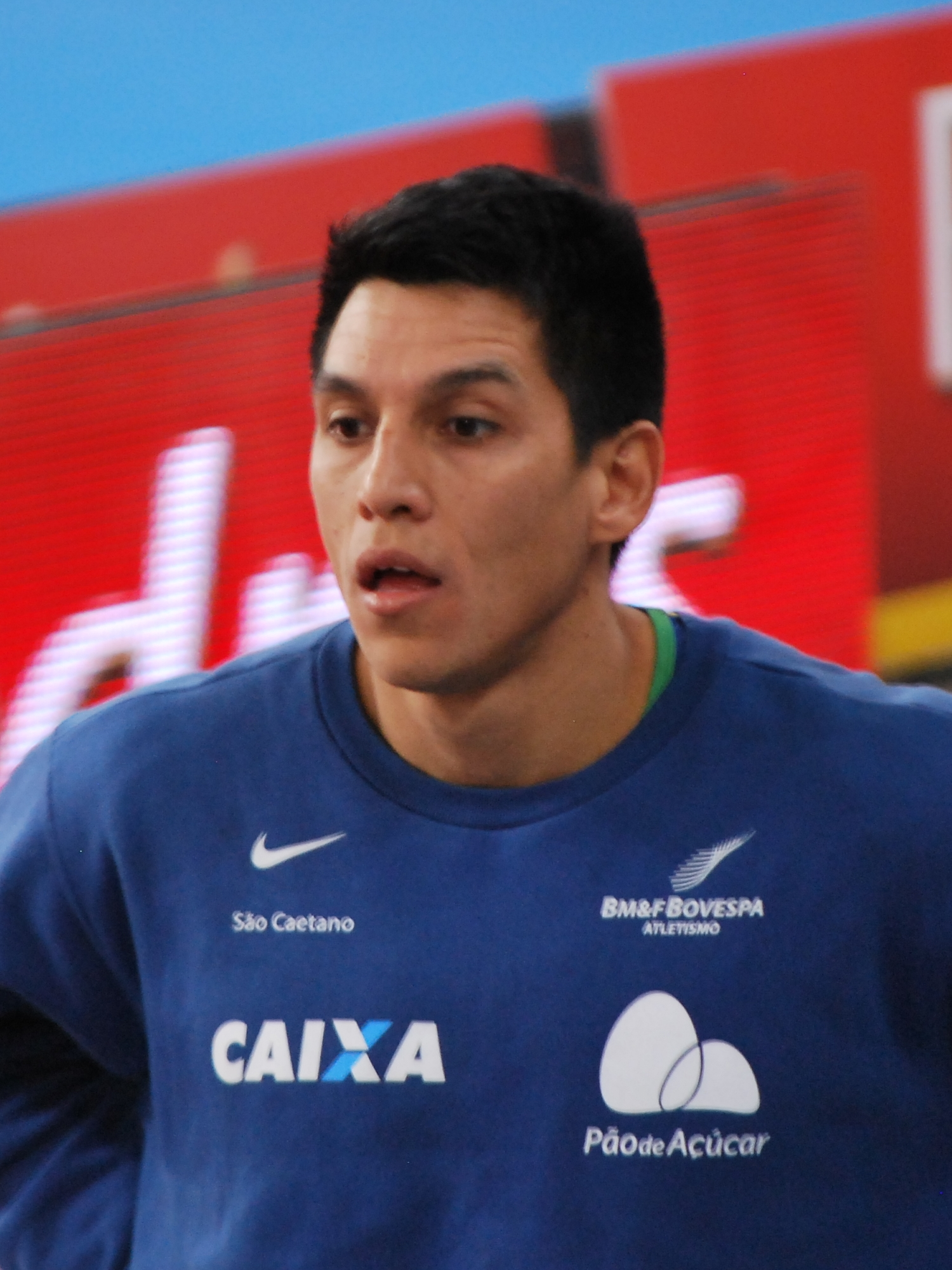
Fábio da Silva, ancien détenteur du record d'Amérique du Sud de saut à la perche
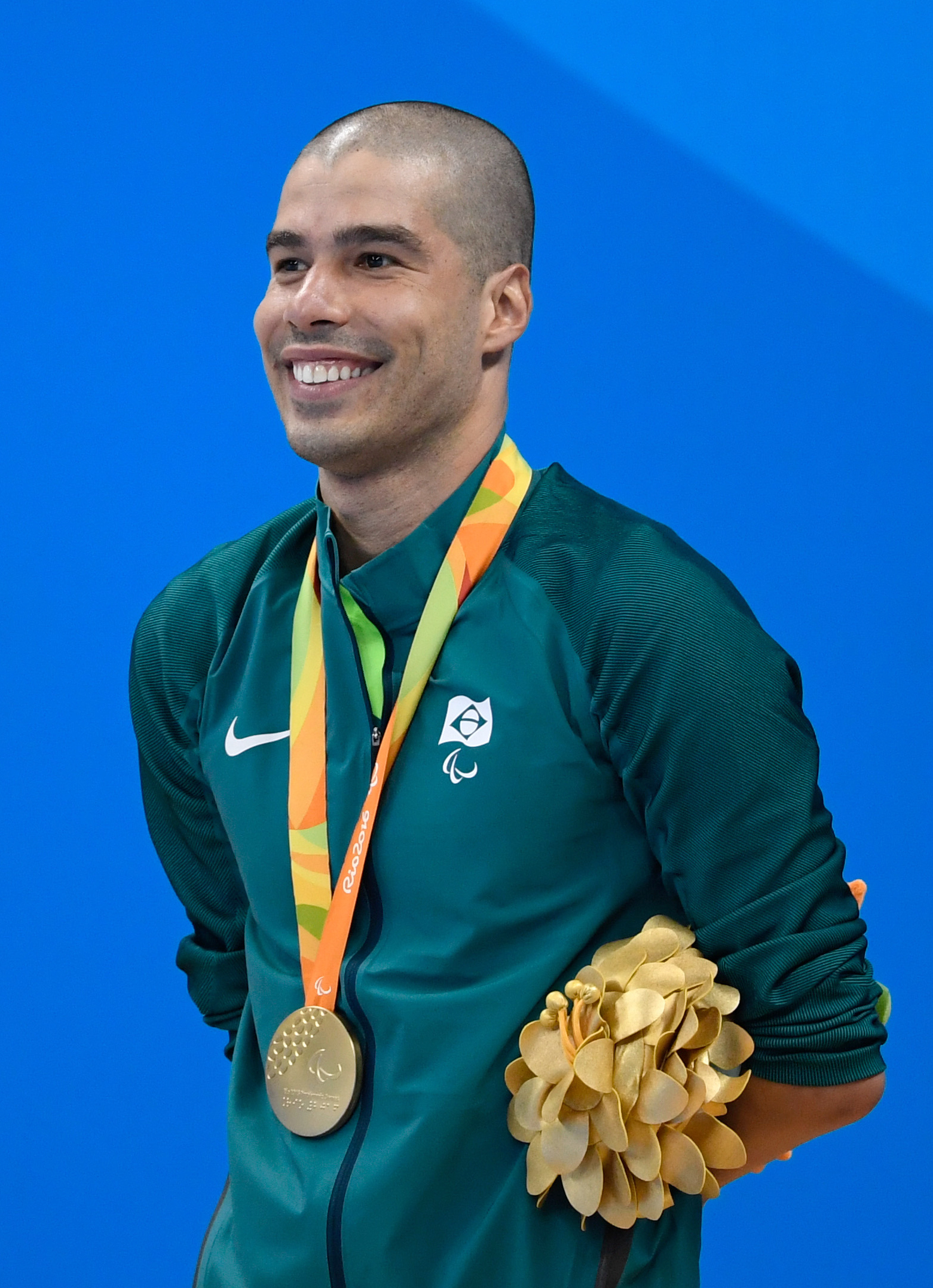
Daniel Dias, nageur handisport, dix fois champion paralympique.
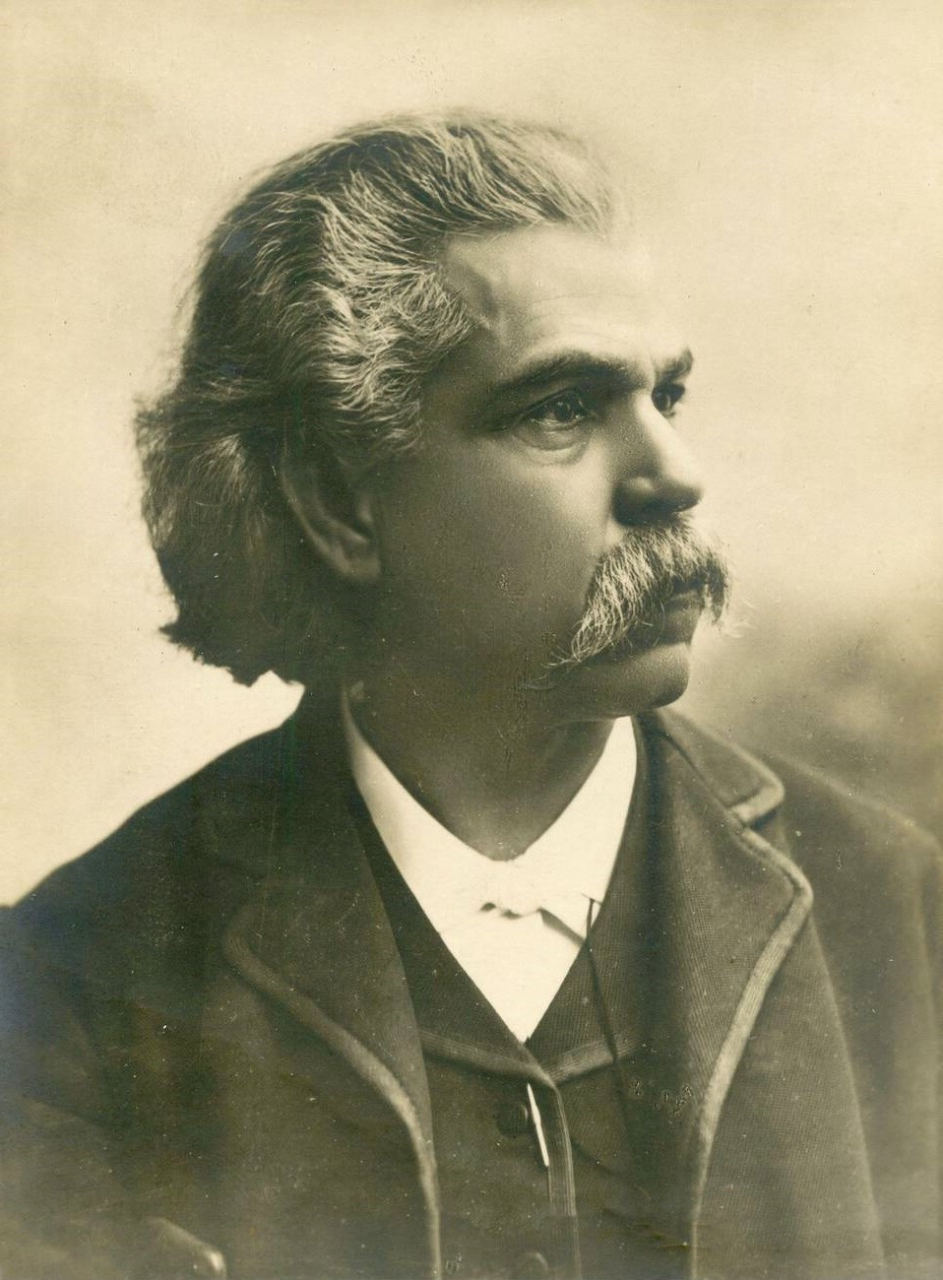
Antônio Carlos Gomes, compositeur d'opéra connu pour son œuvre Il Guarany.
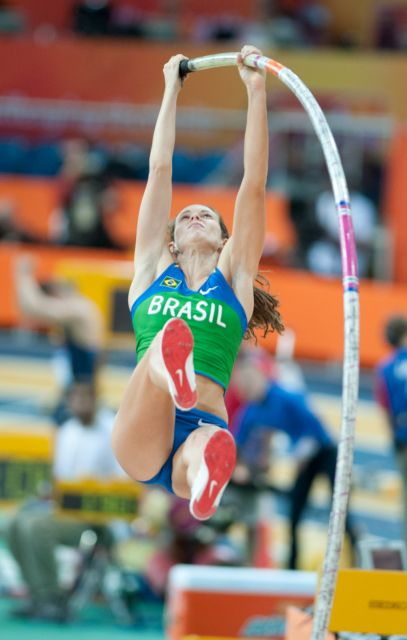
Fabiana Murer, détentrice de deux records d'Amérique du Sud de saut à la perche.

### Personnalités mortes à Campinas
- Rubem Alves (1933-2014), penseur chrétien, fondateur de la théologie de la libération ;
- Emil Assad Rached (1943-2009), basketteur ;
- Lima Barreto (1906-1982), réalisateur ;
- Mariza Corrêa (1945-2016), anthropologue ;
- Hercule Florence (1804-1879), pionnier de la photographie ;
- Carlos Franchi (1932-2001), linguiste, avocat et homme politique ;
- Adilson de Freitas Nascimento (1951-2009), basketteur ;
- Hilda Hilst (1930-2004), écrivaine ;
- César Lattes (1924-2005), physicien ;
- Jorge Mendonça (1954-2006), footballeur ;
- Pinga (1924-1996), footballeur ;
- Mario Pretto (1915-1984), footballeur ;
- Renato Righetto (1921-2001), arbitre de basket-ball ;
- José Song Sui-Wan (1941-2012), prélat catholique.

## Jumelages
La ville de Campinas est jumelée avec  :
- Asuncion (Paraguay) depuis le 22 mai 1973
- Concepción (Chili) depuis le 1er décembre 1979
- Gifu (Japon) depuis le 14 janvier 1982
- Daloa (Côte d'Ivoire) depuis le 7 juillet 1982
- Novi Sad (Serbie) depuis le 17 mars 1989
- Blumenau (Brésil) depuis le 29 novembre 1993
- Córdoba (Argentine) depuis le 21 décembre 1993
- San Diego (États-Unis) depuis le 13 décembre 1995
- Fuzhou (Chine) depuis le 12 avril 1996
- Jéricho (Palestine) depuis le 16 mai 2003
- Belém (Brésil) depuis 2003
- Auroville (Inde) depuis le 30 septembre 2004
- Malito (Italie) depuis le 21 juin 2006
- Ubatuba (Brésil) depuis le 20 décembre 2007
- Peruíbe (Brésil) depuis le 20 décembre 2007
- Durban (Afrique du Sud) depuis le 5 mars 2009
- Cabinda (Angola) depuis le 5 novembre 2009
- Cotorro (Cuba) depuis le 20 novembre 2009
- Camanducaia (Brésil) depuis le 25 juin 2010

### Articles liés
- Palácio da Mogiana
- Gare de Campinas
- Jockey Club Campineiro
- Massacre de Campinas